# 浅草寺病院
浅草寺病院（せんそうじびょういん、英語: Sensoji Hospital）は、東京都台東区浅草にある医療機関。浅草寺本堂裏に位置し、同寺を母体とする。

## 概要
浅草寺病院は、1910年（明治43年）8月に浅草地区を襲った水害の被災者を救護するため、浅草寺が境内念仏堂を開放し、被災者を収容した急療所に起源を持つ。
を基本理念に持ち、浅草寺の本尊である観音の抜苦与楽の精神を実践する場として事業運営を行う。

## 略歴
- 1910年（明治43年）
  - 8月 - 隅田川の決壊による水害で、浅草寺が被害者救護のため念仏堂に急療所を設立。
  - 10月 - 六十六仏堂供所に場所を移し、浅草寺救護所に改称。
- 1924年（大正13年）2月 - 浅草寺病院落成・病床36床にて入院診療を開始。
- 1937年（昭和12年）1月 - 浅草寺病院新築落成。浅草寺医療院に改称。
- 1948年（昭和23年）9月 - 浅草寺病院に改称。
- 1952年（昭和24年）6月 - 社会福祉法人浅草寺病院設立。
- 2001年（平成13年）12月 - 社会福祉法人浅草寺病院新築落。
- 2006年（平成18年）7月 - 日本医療機能評価機構により複合病院として認定取得。

## 診療科
- 内科
- 呼吸器内科
- 消化器内科
- 循環器内科
- 神経内科
- 小児科
- 外科
- 消化器外科
- 肛門外科
- 整形外科
- 眼科
- 耳鼻科
- 泌尿器科
- 麻酔科

## 着服被害
2010年6月、元経理課長の男が、寺が支払った治療費計約2億7千万円を着服していたことが判明。僧侶や職員の福利厚生のために、浅草寺病院で受診した場合医療費の自己負担分3割を本人に負担させず浅草寺が負担し、病院へ直接支払う仕組みが悪用された。

## 交通アクセス
詳細は公式サイト「交通案内について」を参照。
- 東京メトロ銀座線・都営地下鉄浅草線・東武伊勢崎線 浅草駅より 徒歩約8分
- つくばエクスプレス 浅草駅より 徒歩約8分
- 都営バス 浅草二丁目停留所
- 台東区循環バスめぐりん「北めぐりん」・東武バス：スカイツリーシャトル 浅草寺北停留所